# Museo Napoleónico (Roma)
El Museo Napoleónico de Roma es un museo histórico dedicado a objetos de interés relacionados con Napoleón, y derivada principalmente de la colección que el conde Giuseppe Primoli donó a la ciudad de Roma en 1927.

## Historia
Giuseppe Primoli (1851-1927) era hijo de Carlota Bonaparte y descendía de la familia Bonaparte: Carlota Bonaparte (1832-1901), en realidad, era la hija de Charles Lucien Bonaparte, príncipe de Canino (1803-1857), y de Zenaida Bonaparte (1801-1854), y tuvo como primos a los como hijos de dos hermanos de Napoleón I, respectivamente Luciano Bonaparte (1775-1840) y José Bonaparte (1768-1844). Carlota se casó con Pietro Primoli, conde de Foglia (1820-1883), en 1848.
Su colección incluye obras de arte y recuerdos familiares, y que estaba destinada a ser como una semblaza de la historia familiar que como una colección privada de reliquias históricas. Junto con la colección que donó estaban la planta baja del palacio de la familia, que todavía alberga el museo.

## Ubicación
El Palacio Primoli fue construido en el siglo XVI y fue propiedad de la familia Gottifredi hasta finales del siglo XVIII, cuando pasó a Filonardi. Fue adquirido por el conde Luigi Primoli, padre de Pietro, entre 1820 y 1828. En 1901 Giuseppe Primoli decidió realizar una remodelación importante, ya que era necesaria haber sido construido a las orillas del Tíber y el puente Umberto I, que conectaban a la calle Nicola Zanardelli. El proyecto fue encargado al arquitecto Raffaele Ojetti: las obras duraron hasta 1911 cuando fue demolida la antigua fachada y reemplazada por una logia, se planeó el edificio y se construyó una nueva entrada monumental en la calle Zanardelli.
El Palacio es la sede de la Fundación Primoli, creada por Giuseppe Primoli también, y de la Biblioteca Primoli, que alberga unos 30 000 volúmenes. También es la sede de las oficinas auxiliares del Museo Mario Praz de la Galería Nacional de Arte Moderno.

## Colección
La colección del museo se divide en tres secciones distintas, que abarcan:
- el período napoleónico en sí, representado por grandes pinturas y bustos de los más importantes artistas de la época ilustrando a numerosos miembros de la familia imperial, y usaron distintos estilos señoriales y convencionales;
- el llamado período «romano», desde la caída de Napoleón I al ascenso de Napoleón III;
- el período del Segundo Imperio francés, con pinturas, esculturas, grabados, mobiliario y arte de la época.

La actual distribución del museo es el resultado de la reciente renovación de las habitaciones y refleja en líneas generales las instrucciones dejadas por Giuseppe Primoli. Ambientes conservados en varias habitaciones con cielorrasos pintados en estilo del siglo XVIII, mientras que la decoración a lo largo de las paredes de las salas VIII, IX, X datan de principios del siglo XIX, cuando el palacio ya era propiedad de Primoli. Los frisos de la sala III y V, con las heráldicas del «león rampante» de Primoli y el «águila» de Bonaparte, ilustran al matrimonio de Pietro Primoli y Carlota Bonaparte.

## Exhibición de Chaim Koppelman

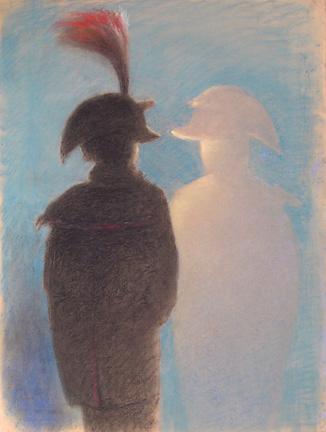
Meeting (2007), en pastel.

El pintor estadounidense Chaim Koppelman realizó muchos trabajos sobre Napoleón. Una exposición retrospectiva de más de ochenta obras y estudios sobre Napoleón se celebró en el Museo Napoleónico de Roma (del 11 de octubre de 2011 hasta el 6 de mayo de 2012), titulada Napoleon Entering New York: Chaim Koppelman and the Emperor, Works 1957–2007 (Napoleón entrando a Nuevo York: Chaim Koppelman y el Emperador. Obras de 1957a 2007), que incluyen pinturas, pasteles, dibujos, collages, acuarelas, huecograbado, linóleos, y otros trabajos del artista en papel. La exposición incluyó incluso selecciones de una ponencia de Eli Siegel en 1951: Napoleón Bonaparte o Ordenada Energía (Napoleon Bonaparte: or, Orderly Energy), que había asistido a Koppelman y al que él atribuye haberlo inspirado en gran parte del trabajo expuesto.

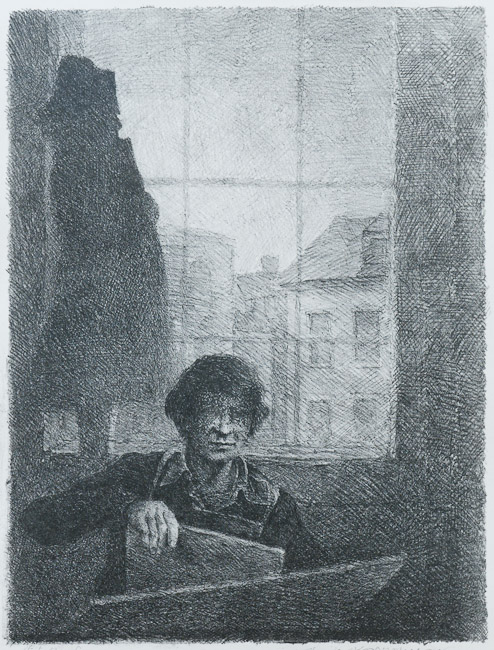
Napoleon and Me (n.d.), en litografía
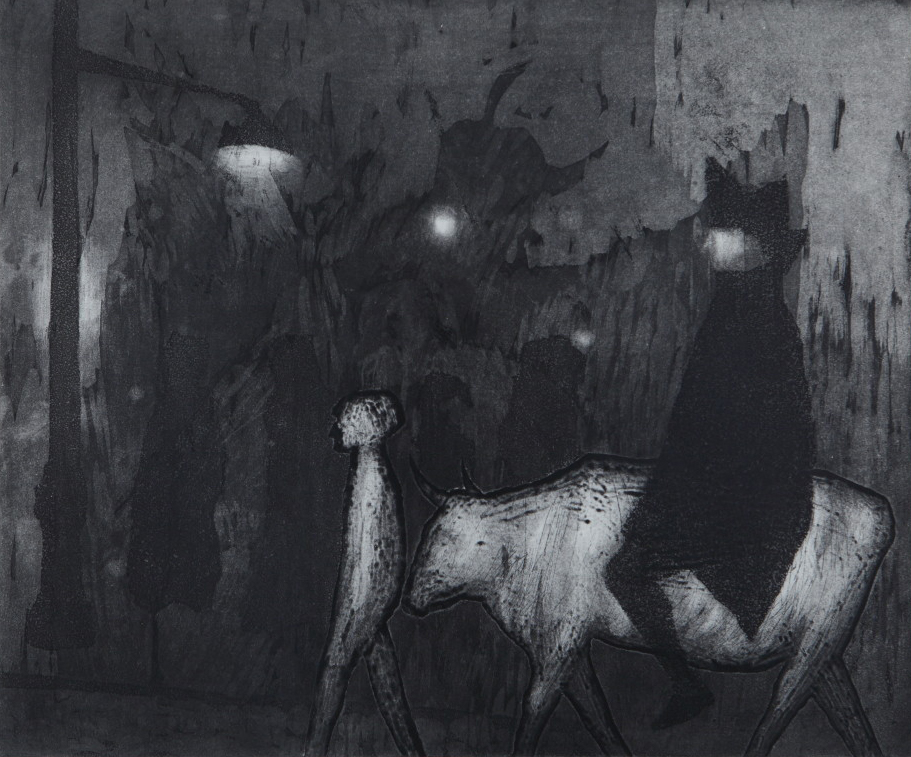
Napoleon Entering New York (c. 1957), en acuatinta
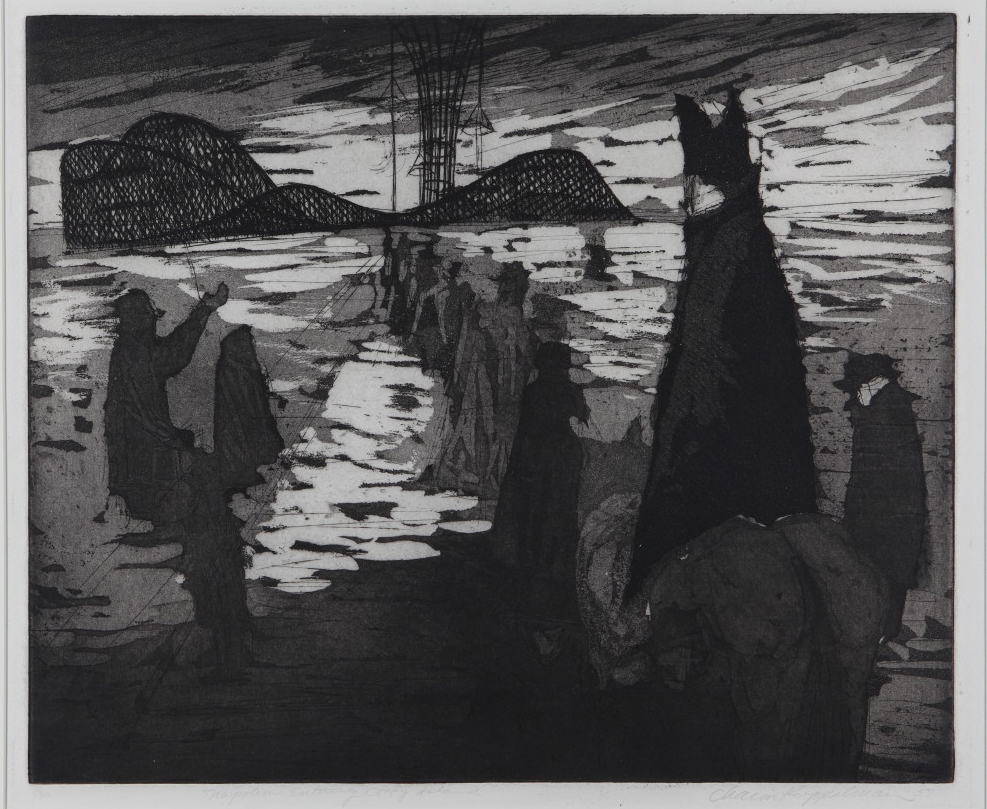
Napoleon Entering Coney Island (1957), en aguafuerte
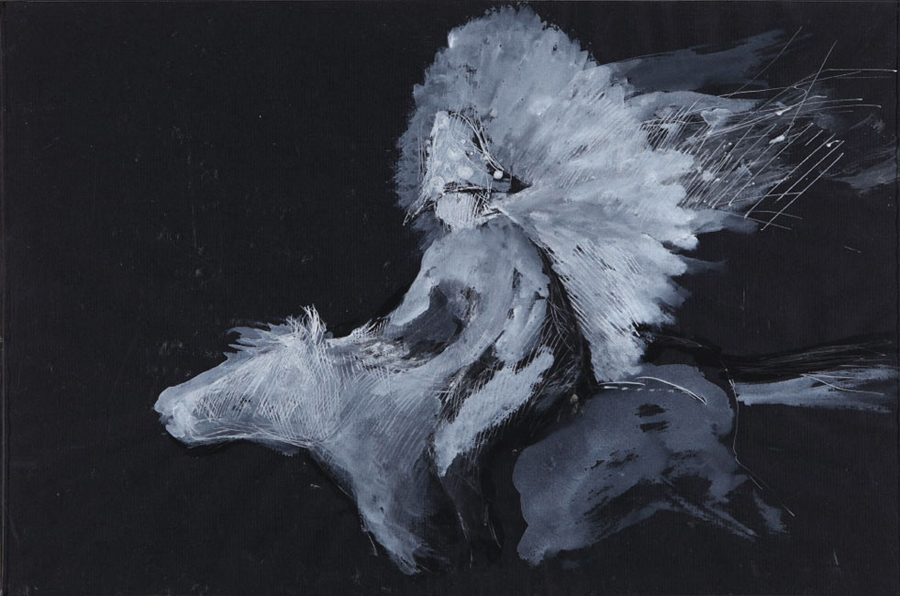
Napoleon as an Indian (n.d.), en gouache
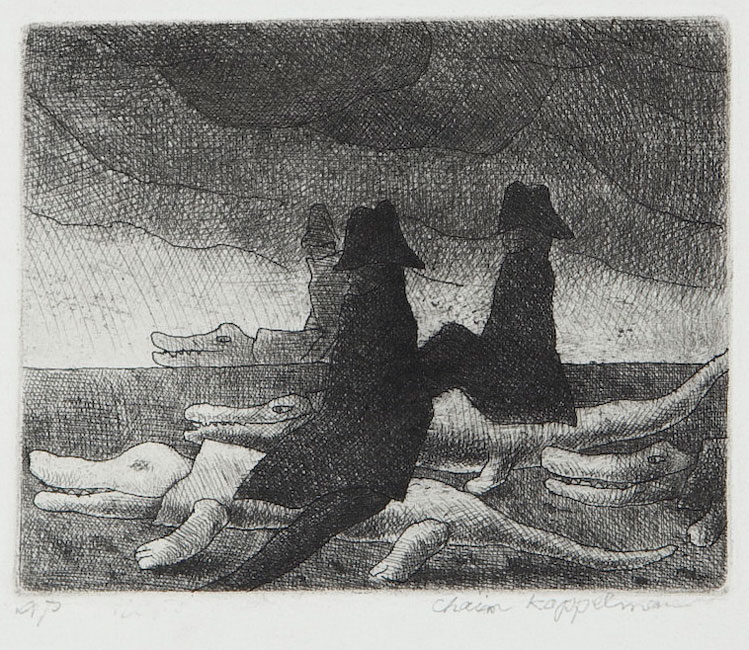
Napoleons on Alligators (1963), en aguafuerte
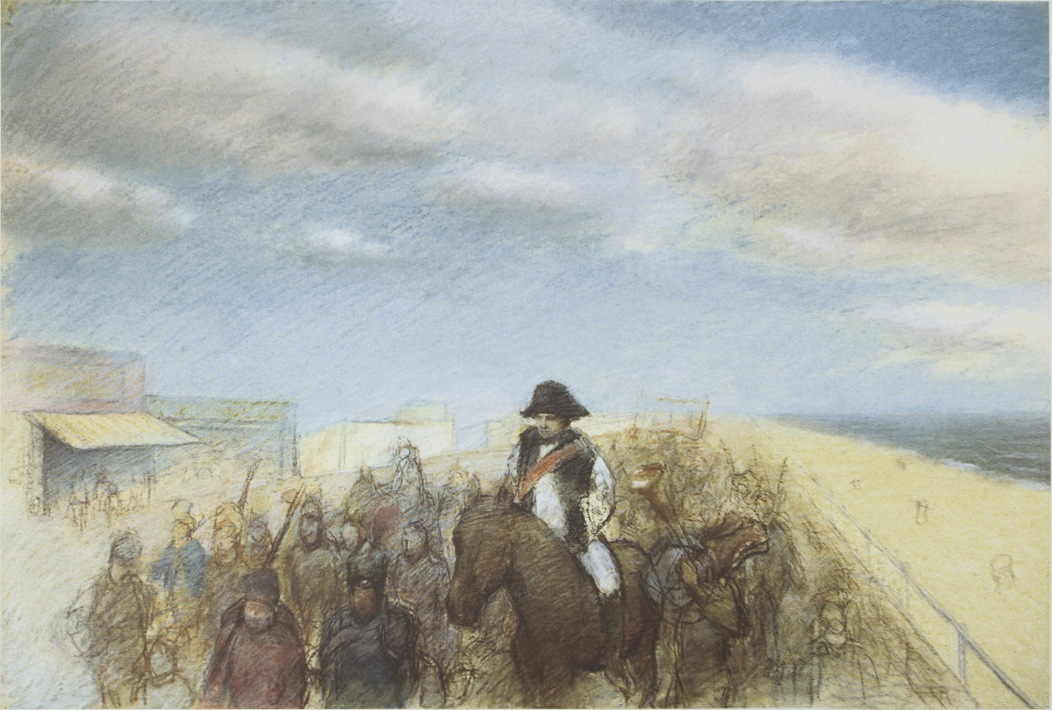
Napoleon Entering Brighton Beach (1981), en pastel
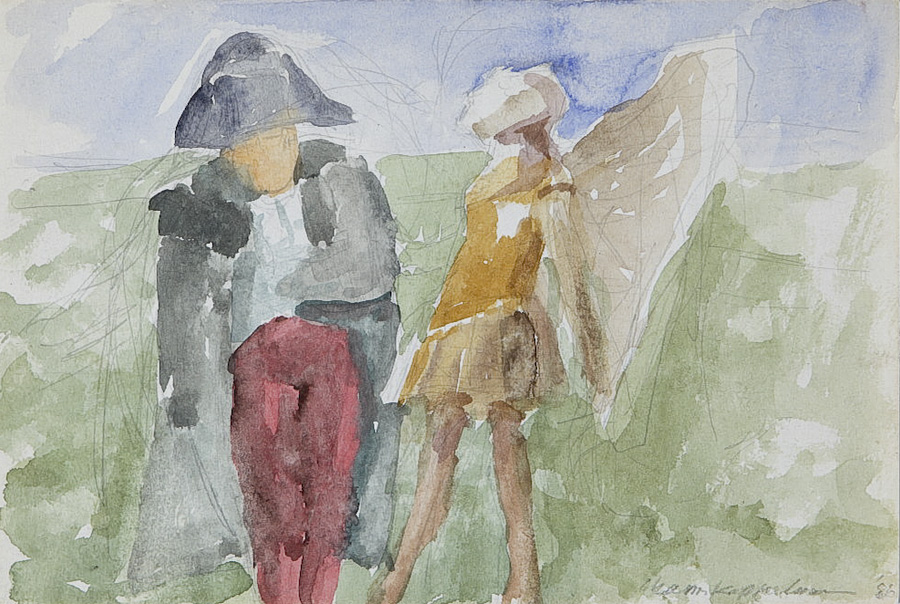
Napoleon and the Little Dancer (n.d.), en acuarela
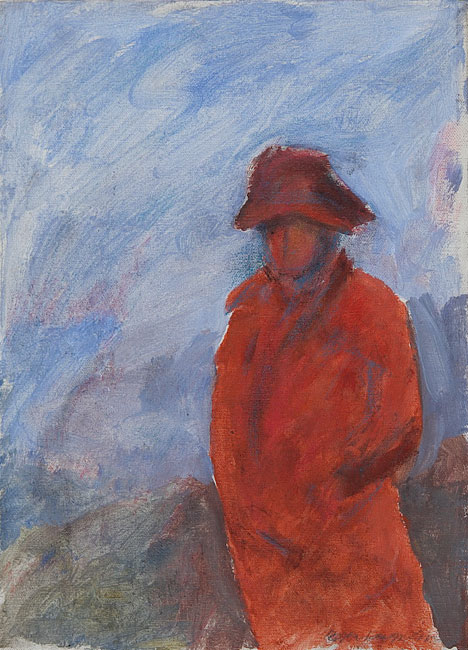
Napoleon Alone (n.d.), en acrílico y crayón de pastel al aceite